# Бенямин Райх
Бенямин Райх (на немски: Benjamin Raich) е австрийски скиор, победител в турнира за Световната купа и олимпийски шампион.
Роден е в Арцл в област Питцтал, Австрия. Смятан е за един от най-добрите ски състезатели за всички времена.

## Кариера
След като печели Световното първенство за младежи в дисциплините слалом и гигантски слалом, Райх дебютира за Световната купа през март 1996 г. Печели първата си победа през 1999 в слалом.
През 2001 печели сребърен медал на слалом на Световното първенство, а в края на сезона печели и Малката Световна купа в дисциплината. През 2002 печели два бронзови медала на Олимпиадата в Солт Лейк Сити.
Райх, който впоследствие става по-добър в бързите дисциплини като Супер-Джи и спускане, през 2005 за малко изпуска Голямата Световна купа, като завършва втори след американеца Боде Милър. На Световното първенство през 2005 той печели общо пет златни медала – по един за всяко състезание, с изключение на спускането.
През 2006, в най-успешния сезон в кариерата си, той печели Голямата Световна купа и два олимпийски медала в дисциплините слалом и гигантски слалом.
По време на своята кариера Райх е известен със своето постоянство, което го отвежда до втори места за Голямата Световна купа през 2005, 2007, 2008, 2009 и 2010 г. (като през 2007 и 2009 остава съответно на 13 и 2 точки след първия).

## Победи за Световната купа

### Сезонни титли
9 титли: 1 голяма, 2 гигантски слалом, 3 слалом, 3 комбинация
| Сезон | Дисциплина       |
| ----- | ---------------- |
| 2001  | Слалом           |
| 2005  | Гигантски слалом |
| 2005  | Слалом           |
| 2005  | Комбинация       |
| 2006  | Кристален глобус |
| 2006  | Гигантски слалом |
| 2006  | Комбинация       |
| 2007  | Слалом           |
| 2010  | Комбинация       |

### Индивидуални състезания
36 победи: 1 Супер-Джи, 14 гигантски слалом, 14 слалом, 7 комбинация
| Сезон | Дата                       | Място                       | Състезание       |
| ----- | -------------------------- | --------------------------- | ---------------- |
| 1999  | 7 януари 1999              | Шладминг, Австрия           | Слалом           |
| 1999  | 10 януари 1999             | Флахау, Австрия             | Гигантски слалом |
| 1999  | 17 януари 1999             | Венген, Швейцария           | Слалом           |
| 2002  | 26 февруари 2000           | Йонгпьонг, Южна Корея       | Гигантски слалом |
| 2002  | 18 март 2000               | Бормио, Италия              | Гигантски слалом |
| 2001  | 14 януари 2001             | Венген, Швейцария           | Слалом           |
| 2001  | 21 януари 2001             | Кицбюел, Австрия            | Слалом           |
| 2001  | 23 януари 2001             | Шладминг, Австрия           | Слалом           |
| 2001  | 11 март 2001               | Оре, Швеция                 | Слалом           |
| 2002  | 21 декември 2001           | Кранска гора, Словения      | Гигантски слалом |
| 2004  | 3 януари 2004              | Флахау, Австрия             | Гигантски слалом |
| 2004  | 18 януари 2004             | Венген, Швейцария           | Слалом           |
| 2004  | 27 януари 2004             | Шладминг, Австрия           | Слалом           |
| 2005  | 5 декември 2004            | Бийвър Крийк, Колорадо, САЩ | Слалом           |
| 2005  | 14 януари 2005             | Венген, Швейцария           | Комбинация       |
| 2005  | Световно първенство 2005   |                             |                  |
| 2005  | 26 февруари 2005           | Кранска гора, Словения      | Гигантски слалом |
| 2006  | 21 декември 2005           | Кранска гора, Словения      | Гигантски слалом |
| 2006  | 7 януари 2006              | Аделбоден, Швейцария        | Гигантски слалом |
| 2006  | 13 януари 2006             | Венген, Швейцария           | Супер-Комбинация |
| 2006  | 22 януари 2006             | Кицбюел, Австрия            | Комбинация       |
| 2006  | 3 февруари 2006            | Шамони, Франция             | Супер-Комбинация |
| 2006  | Зимни олимпийски игри 2006 |                             |                  |
| 2006  | 10 март 2006               | Шига Кьоген, Япония         | Слалом           |
| 2006  | 17 март 2006               | Оре, Швеция                 | Гигантски слалом |
| 2007  | 12 ноември 2006            | Леви, Финландия             | Слалом           |
| 2007  | 6 януари 2007              | Аделбоден, Швейцария        | Гигантски слалом |
| 2007  | 23 януари 2007             | Шладминг, Австрия           | Слалом           |
| 2007  | Световно първенство 2007   |                             |                  |
| 2007  | 3 март 2007                | Кранска гора, Словения      | Гигантски слалом |
| 2007  | 9 март 2007                | Квитфйел, Норвегия          | Супер-Комбинация |
| 2007  | 18 март 2007               | Ленцерхайде, Швейцария      | Слалом           |
| 2008  | 9 декември 2007            | Бад Кланкирхайм, Австрия    | Слалом           |
| 2009  | 7 декември 2008            | Бийвър Крийк, САЩ           | Гигантски слалом |
| 2009  | 12 декември 2008           | Вал д'Изер, Франция         | Супер-Комбинация |
| 2009  | 10 януари 2009             | Аделбоден, Швейцария        | Гигантски слалом |
| 2009  | 13 март 2009               | Оре, Швеция                 | Гигантски слалом |
| 2010  | 11 декември 2009           | Вал д'Изер, Франция         | Супер-Комбинация |
| 2012  | 25 февруари 2012           | Кранс Монтана, Швейцария    | Супер-Джи        |

|  | Тази страница частично или изцяло представлява превод на страницата Benjamin Raich в Уикипедия на английски. Оригиналният текст, както и този превод, са защитени от Лиценза „Криейтив Комънс – Признание – Споделяне на споделеното“, а за съдържание, създадено преди юни 2009 година – от Лиценза за свободна документация на ГНУ. Прегледайте историята на редакциите на оригиналната страница, както и на преводната страница, за да видите списъка на съавторите. ВАЖНО: Този шаблон се отнася единствено до авторските права върху съдържанието на статията. Добавянето му не отменя изискването да се посочват конкретни източници на твърденията, които да бъдат благонадеждни. |